# Brachygalba salmoni
El jacamará dorsioscuro, jacamar de salmón o jacamar de corbata (Brachygalba salmoni) es una especie de ave piciforme de la familia Galbulidae, que se encuentra en el noroccidente de Colombia y en Panamá.

## Hábitat
Vive en los bordes del bosque húmedo, claros del bosque y en los bosques de galería o cercanos a las corrientes o fuentes de agua, por debajo de los 600 m de altitud.

## Descripción
Mide en promedio 18 cm de longitud. El plumaje de sus partes superiores, pecho y flancos es negro con tonos verdosos oscuros. Su píleo es marrón negruzco; el pecho es brillante; la garganta es de blancuzca a anteada y el vientre y la parte inferior del pecho son de color canela a salmón. El pico mide 51 mm de largo.

## Alimentación
Se alimenta de insectos.